# Félix-Gabriel Marchand

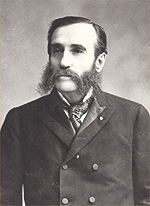

Félix-Gabriel Marchand, född 9 januari 1832, död 25 september 1900, var en kanadensisk politiker som var partiledare för liberala partiet i Québec från 1892 och tillika Québecs premiärminister från 1897 till sin död. Under sin tid som premiärminister försökte han driva igenom att provinsen skulle ta över ansvaret för undervisning från katolska kyrkan, men lagen om detta röstades ned i provinsförsamlingens första kammare efter att ha antagits av andra kammaren.